# Hub Ethernet
Pour les articles homonymes, voir Hub et Concentrateur.
 (décembre 2016).
Si vous disposez d'ouvrages ou d'articles de référence ou si vous connaissez des sites web de qualité traitant du thème abordé ici, merci de compléter l'article en donnant les références utiles à sa vérifiabilité et en les liant à la section « Notes et références ».
Un hub Ethernet ou concentrateur Ethernet est un appareil informatique permettant de concentrer les transmissions Ethernet de plusieurs équipements sur un même support dans un réseau informatique local.

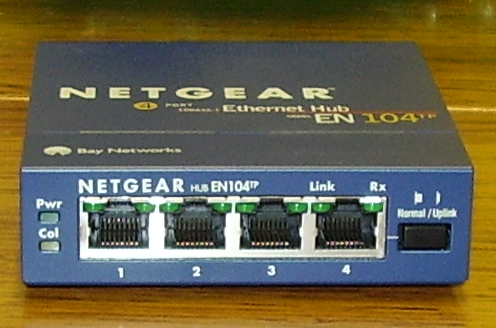
Un hub Ethernet à 4 ports.

## Description
En utilisant un hub, chaque équipement attaché à celui-ci partage le même domaine de diffusion ainsi que le même domaine de collision. Comme dans tout segment de réseau Ethernet, une seule des machines connectées peut y transmettre à la fois. Dans le cas contraire, une collision se produit, les machines concernées doivent retransmettre leurs trames après avoir attendu un temps calculé aléatoirement par chaque émetteur.
Ce dispositif est un répéteur de données ne permettant pas de protection particulière des données et transmettant les trames à toutes les machines connectées par opposition au commutateur réseau (en anglais switch) qui dirige les données uniquement vers la machine destinataire. Ceci le rend vulnérable aux attaques par Analyseur de paquets. Il permet également d'étendre un réseau local (LAN) mais ne permet pas de le transformer en un réseau étendu (WAN).
On peut mettre au maximum 4 hubs Ethernet séparés par un câble de 100 mètres (Distance maximale théorique de transfert via câble Ethernet. La fibre optique quant à elle pourrait permettre des séparations allant jusqu'à plusieurs kilomètres.), soit 300 m de câble. L'interface réseau envoie d'abord un préambule de synchronisation avant d'envoyer le paquet afin de limiter le nombre de collisions. Cependant, s'il y a une collision, les deux machines qui veulent « parler » tireront un nombre au sort (correspondant à une durée) qui sera additionné au timestamp, durée aller-retour. Une collision est détectée quand le paquet n'est plus compréhensible par la ou les interface(s) réseau.
Pour ces raisons, ce type d'appareil a tendance à tomber en désuétude au profit du commutateur réseau.
Le hub possède deux types de ports ou connecteurs physiques :
- les ports pour la connexion des machines ;
- le port pour extension du réseau auquel se connecte un autre concentrateur (il n'y en a généralement qu'un seul par concentrateur). Ce type de port est identique au précédent à l'exception du câblage qui est inversé (on peut aussi utiliser un câble à connecteur RJ45 croisé pour y connecter un ordinateur supplémentaire).